# Ostrya chisosensis
Ostrya chisosensis  là một loài thực vật có hoa trong họ Betulaceae. Loài này được Correll mô tả khoa học đầu tiên năm 1965.